# Gnophos roseotincta
Gnophos roseotincta är en fjärilsart som beskrevs av Karl Schawerda. Gnophos roseotincta ingår i släktet Gnophos och familjen mätare. Inga underarter finns listade i Catalogue of Life.